# Alfred Krauss
Alfred Krauss (Zadar, 25. travnja 1862. – Bad Goisern, 29. rujna 1938.) je bio austrougarski general i vojni zapovjednik. Tijekom Prvog svjetskog rata zapovijedao je I. korpusom i Istočnom armijom na Istočnom i Talijanskom bojištu. 

## Vojna karijera
Alfred Krauss rođen je 25. travnja 1862. u Zadru. Nakon završetka osnovnog školovanja u Vršcu, od 1878. pohađa poznatu vojnu školu u Mährisch Weissenkirchenu, te potom od 1881. Terezijansku vojnu akademiju u Bečkom Novom Mjestu. Nakon toga od 1883. s činom poručnika služi u 11. pješačkoj pukovniji, da bi potom od 1886. pohađao Vojnu akademiju u Beču. U studenom 1888. služi kao stožerni časnik 20. pješačke brigade sa sjedištem u Königgratzu, dok je 1891. promaknut u čin satnika od kada služi u stožeru V. korpusa sa sjedištem u Pressburgu. Godine 1894. postaje predavačem na Terezijanskoj vojnoj akademiji koju dužnost obnaša do 1897. kada postaje načelnikom stožera najprije 2. pješačke divizije smještene u Jaroslavu, te potom 33. pješačke divizije sa sjedištem u Komornovom.
U studenom 1901. postaje zapovjednikom 3. streljačke pukovnije, dok 1904. postaje načelnikom 3. odjela Tehničke vojne komisije. Te iste godine promaknut je u čin pukovnika, dok je čin general bojnika dostigao u rujnu 1910. godine. U listopadu 1910. na zahtjev Conrada, postaje ravnateljem Vojne akademije u Beču koju dužnost obnaša sve do početka Prvog svjetskog rata. U međuvremenu je, u studenom 1913., promaknut u čin podmaršala.

## Prvi svjetski rat
Na početku Prvog svjetskog rata Krauss je imenovan zapovjednikom 29. pješačke divizije koja je držala položaje u Srijemu. Zapovijedajući navedenom divizijom sprječava prodor srpske 1. armije generala Petra Bojovića u Srijem preko rijeke Save, te u borbama kod Legeta nanosi teške gubitke srpskoj Timočkoj diviziji I. Nakon toga, početkom rujna postaje zapovjednikom Kombiniranog korpusa s kojim sudjeluje u Bitci na Drini. U navedenoj bitci Kraussov korpus sudjeluje u teškim borbama u Mačvi u kojima su obje strane pretrpjele teške gubitke. Nakon što je nakon neuspjeha treće invazije na Srbiju i Kolubarske bitke, smijenjen Oskar Potiorek, zapovjednik Balkanske vojske i na njegovo mjesto imenovan nadvojvoda Eugen, Krauss postaje načelnikom stožera Balkanske vojske. Istodobno obnaša i dužnost načelnika stožera 5. armije kojom je također zapovijedao Eugen.
Kada je u svibnju 1915. zbog ulaska Italije u rat na strani Antante reorganizacijom formiran Jugozapadni front pod zapovjedništvom nadvojvode Eugena, Krauss postaje načelnikom stožera navedenog fronta. Jednako tako, kada je u travnju 1916. u svrhu Tirolske ofenzive formirana Grupa armija Eugen, Krauss je imenovan načelnikom stožera navedene grupe armija, te sudjeluje u pripremi navedene ofenzive.
U veljači 1917. Krauss postaje zapovjednikom I. korpusa koji se nalazio u sastavu 7. armije kojom je na Istočnom bojištu zapovijedao Hermann Kövess. U kolovozu unaprijeđen je u čin generala pješaštva, te je zajedno s I. korpusom premješten na Talijansko bojište u sastav novoformirane 14. armije koja se nalazila pod zapovjedništvom Otta von Belowa. S I. korpusom sudjeluje u velikoj austro-njemačkoj pobjedi u Bitci kod Kobarida u kojoj je Kraussov I. korpus imao odlučujuću ulogu probivši talijanske položaje kod Flitscha.

U svibnju 1918. imenovan je zapovjednikom Istočne armije koja je u Ukrajini formirana na temelju jedinica rasformirane 2. armije. Zadatak Kraussa je bio da zaštiti Ukrajinu od sovjetskog utjecaja, te da što bolje organizira iskorištavanje ukrajinskih prirodnih bogatstava. U Ukrajini je Krauss ostao i nakon završetka rata organizirajući povratak njemačkih i austrougarskih jedinica u domovinu, ne samo iz Ukrajine, već i iz Osmanskog Carstva.

## Poslije rata
Nakon rata Krauss se umirovio, te posvetio znanstvenom radu. Autor je više knjiga iz vojne teorije u kojima se i kritički osvrtao na vođenje rata. Godine 1920. postao je predsjednikom Nacionalnog udruženja njemačkih časnika sa sjedištem u Beču. Nakon Anschlussa, dobio je dozvolu da nosi njemačku uniformu s oznakama generala pješaštva, te je do svoje smrti obnašao dužnost zastupnika u Reichstagu predstavljajući Austriju, sada kao njemačku pokrajinu.
Preminuo je 29. rujna 1938. godine u 76. godini života u Bad Goisernu.

## Vanjske poveznice
(eng.) Alfred Krauss na stranici Oocities.org

(rus.) Alfred Krauss na stranici Hrono.ru

(njem.) Alfred Krauss na stranici Weltkriege.at

(njem.) Alfred Krauss na stranici Deutsche-biographie.de